# Xã Dimock, Quận Susquehanna, Pennsylvania
Xã Dimock (tiếng Anh: Dimock Township) là một xã thuộc quận Susquehanna, tiểu bang Pennsylvania, Hoa Kỳ. Năm 2010, dân số của xã này là 1.497 người.